# Куп'янська вулиця (Київ)
Ку́п'янська ву́лиця — вулиця в Солом'янському районі Києва, місцевість Монтажник. Пролягає від вулиці Володимира Брожка до Медвинської вулиці.
До вулиці прилучаються Травнева вулиця, Куп'янський провулок, вулиці Лисичанська та Монтажників.

## Історія
Виникла в середині ХХ століття (не раніше 1949 року) під назвою 485-а Нова. Сучасна назва — з 1953 року, на честь міста Куп'янськ.